# Всебратское-2

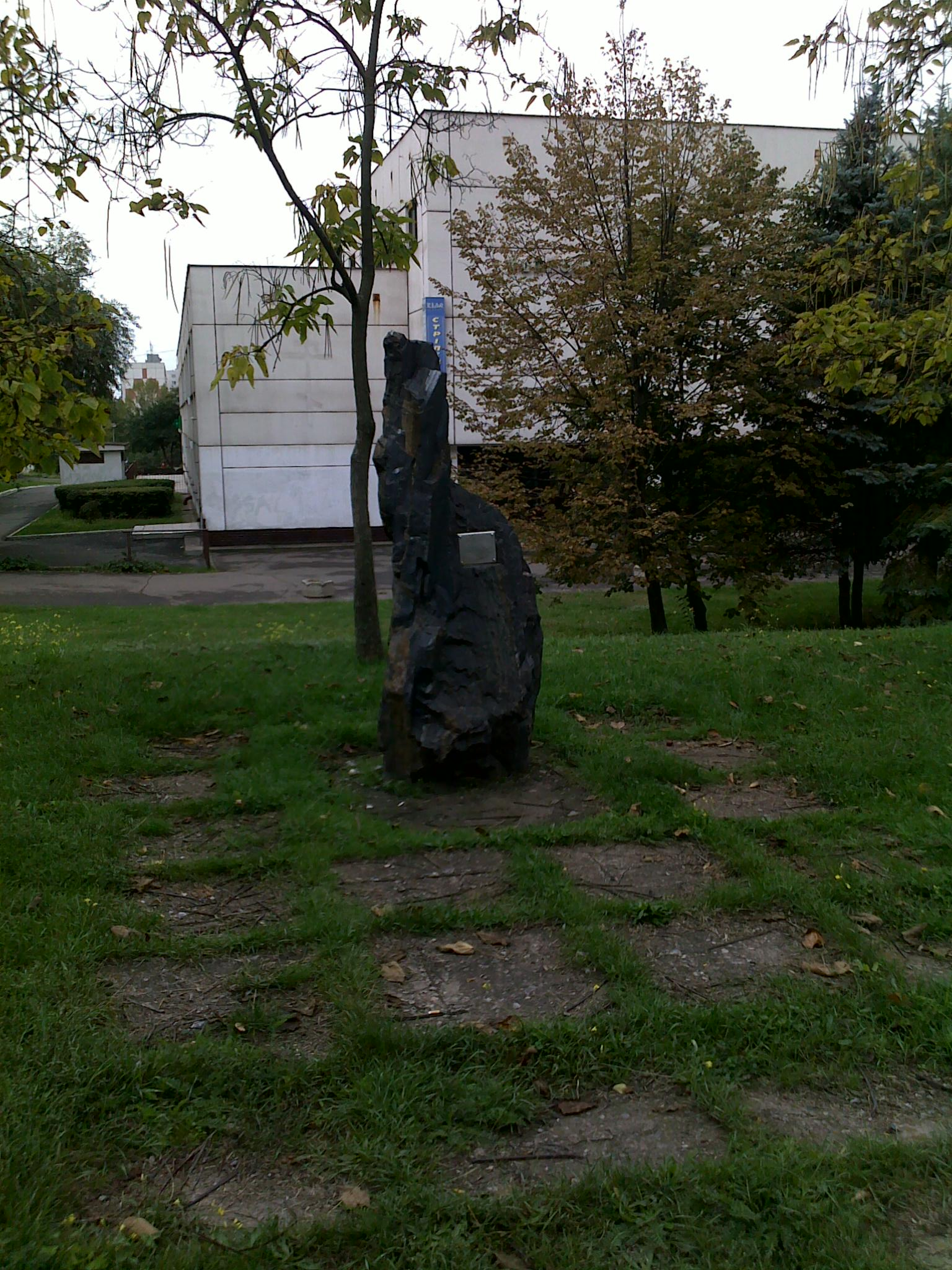
Памятный знак основания микрорайона Макулан

Всебратское-2 (Макулан) — микрорайон в Центрально-Городском районе города Кривой Рог Днепропетровской области.

## История
В связи с горбачёвскими сокращениями ВС СССР, микрорайон построен в 1990 — ноябре 1992 года австрийской фирмой Hofman & Maculan по заказу Министерства обороны СССР по инициативе Криворожского горсовета для военнослужащих, выводимых из стран Варшавского договора. Название строительной фирмы стало неофициальным названием жилмассива. В строительстве участвовали австрийские, немецкие, словацкие и украинские строители по западноевропейским проектам. Новый жилмассив построен рядом с жилым массивом Всебратское.

## Характеристика
В микрорайоне построены многоквартирные дома на 1500 квартир, АТС, школа, поликлиника, детский сад, универсам, гостиница «Братислава».